# Шеркеш
Род Шеркеш  — один из основных родов алшынов Младшего жуза, входящий в родоплеменное объединение Байулы. Байулы (дословно — «богатые потомством») — племенной союз, включавший в себя 12 «ру» (родов): шеркеш, адай, алтын, алаша, байбакты, бериш, жаппас, кызылкурт, есентемир, маскар, таз, тана, ысык.

## История
Род шеркеш имеет длинную историю. Их предки перекочевали из Монголии на территорию Придонья 8-9 веках вместе с родами бериш, ыссык, тана, тама, алаша и другими родами, входящими в союз байулы. В 11 веке шеркеши влились в состав половцев. В 13 веке шеркеши были разбиты монголами. Вместе с родом бериш, шеркеши несколько раз поднимали восстание против монголов, но войска Бату-хана жестоко расправились с мятежниками. В настоящее время шеркеши расселены в Атырауской, Западно-Казахстанской и Мангистауской областях Республики Казахстан, Астраханской области РФ.
Байулы наряду с алимулы представляют собой одно из двух крупных родоплеменных групп в составе алшынов. Рядом авторов аргументирована точка зрения о тождестве алшынов и алчи-татар, живших в Монголии до XIII в. Согласно шежире, приводимому Ж. М. Сабитовым, все алшынские роды в составе байулы и алимулы происходят от Алау из племени алшын, жившего в XIV в. во времена Золотоордынского хана Джанибека.
Судя по гаплогруппе C2-M48, выявленной в том числе и у шеркеш, прямой предок алшынов по мужской линии происходит родом с Восточной Азии (близка калмыкам и найманам рода сарыжомарт), но не является близким нирун-монголам (субклад С2-starcluster). Генетически племенам алимулы и байулы из народов Центральной Азии наиболее близки баяты, проживающие в аймаке Увс на северо-западе Монголии.

## Представители
- Абу Сарсенбаев — казахский советский поэт, писатель. Народный писатель Казахстана (1996). Ветеран Великой Отечественной войны.
- Масин, Темир Джантикеевич — майор Рабоче-крестьянской Красной Армии, участник Великой Отечественной войны, Герой Советского Союза.
- Жароков, Таир Жарокович — казахский советский поэт.
- Гумаров Зулкарнай — депутат Верховного Совета СССР 3-го созыва.
- Зиманов, Салык Зиманович — казахский и советский ученый, государственный деятель.
- Маметова, Маншук Жиенгалиевна — пулемётчица 100-й отдельной стрелковой бригады 3-й ударной армии Калининского фронта, старший сержант, первая казахская женщина, которой было присвоено звание Герой Советского Союза.
- Алипова, Салима Базаргалиевна — каменщица строительного управления № 3 треста «Гурьевнефтехимстрой» Министерства строительства предприятий тяжёлой индустрии Казахской ССР.
- Ашимов, Асанали Ашимович — советский, казахский актёр, режиссёр театра и кино, сценарист, педагог.
- Алдамжаров, Газиз Камашевич — казахстанский политик, с 2010 года по 2015 год первый секретарь Коммунистической партии Казахстана.
- Утекешова, Меруерт Каратаевна — советская и казахстанская актриса кино и театра.
- Бекмамбетов, Тимур Нуруахитович — казахстанский режиссёр, продюсер, сценарист, технологический предприниматель. Основатель компании Bazelevs.
- Саги Асаналиевич Ашимов — казахский актёр.
- Бергей Саулебаевич Рыскалиев — казахстанский политический деятель, бывший аким Атырауской области.
- Аманжан Саулебаевич Рыскалиев[7] — казахстанский политический деятель, бывший Депутат Атырауского областного маслихата
- Валидхан Шерафеддинович Таначев (возможно) — казахский политический и общественный деятель, юрист, адвокат. Член Народного совета правительства Алаш-Орды (1917 — 1920).